# Because of You (album Ne-Yo)
Because of You è il secondo album del cantautore R&B statunitense Ne-Yo, pubblicato nel 2007.

## Tracce
1. Because of You - 3:47
2. Crazy (feat. Jay-Z) - 4:21
3. Can We Chill - 4:24
4. Do You - 3:48
5. Addicted - 3:46
6. Leaving Tonight (feat. Jennifer Hudson) - 5:14
7. Ain't Thinking About You - 3:41
8. Sex With My Ex - 3:39
9. Angel - 3:28
10. Make It Work - 4:09
11. Say It - 4:41
12. Go On Girl - 4:21

Tracce bonus dell'edizione Deluxe giapponese
1. That's What It Does (Remix featuring Ghostface Killah) - 3:32
2. Spotlight (Remix featuring Ghostface Killah) - 4:04

## Classifiche
| Chart (2007)  | Posizione più alta |
| ------------- | ------------------ |
| Australia     | 18                 |
| Germania      | 22                 |
| Giappone      | 2                  |
| Irlanda       | 20                 |
| Italia        | 97                 |
| Nuova Zelanda | 34                 |
| Svizzera      | 19                 |
| Regno Unito   | 6                  |
| Stati Uniti   | 1                  |